# Sahíh al-Buchárí
Sahíh al-Buchárí (arabsky: صحيح البخاري) je sbírka islámských tradic (hadísů). Jde o jednu ze šesti kánonických sbírek v islámu. Tyto islámské tradice byly shromážděny perským muslimským učencem Muhammadem ibn Ismaílem al-Buchárím (810–870). Muslimové považují tuto sbírku za nejdůvěryhodnější sbírku islámských tradic. Arabské slovo „sahíh“ znamená v překladu autentické nebo bezchybné.

## Původní název sbírky
Podle islámského učence Ibn al-Salaha byl původní název sbírky "Al-Jámi’ al-Sahíh al-Musnad al-Muchtasar min Umur rasúl Alláh wa Sunanihi wa Ajjamihi", což v doslovném překladu znamená „Zestručněná sbírka autentických hadísů s propojenými řetězci o záležitostech náležejících Proroku, jeho praktikám a jeho době“. Ibn Hadžar al-Askalání zmínil podobný název, pouze s nahrazením slova umur (záležitosti) se slovem hadís.

## Obsah sbírky a průběh jejího sepsání
Sbírka zahrnuje většinu islámských tradic, jako například popis modlitby v islámu a další tradice o uctívání Boha. Kompilace sbírky trvala 16 let a je známo, že její autor Muhammad al-Buchárí, vždy před zapsáním kterékoliv tradice se rituálně omyl a modlil k Bohu, aby ho provázel při sepisování sbírky Sahíh al-Buchárí. Každá tradice musela projít přísnými pravidly, aby nebyly pochyby o její pravdivosti. Sbírka byla dokončena v roce 846 a zbylých 24 let autor strávil navštěvováním měst a islámských učenců, tak aby mohl učit tradice, které nashromáždil za 16 let.